# Юм'яшур
Юм'яшу́р (рос. Юмьяшур) — присілок у складі Алнаського району Удмуртії, Росія.

## Населення
Населення — 241 особа (2010; 252 в 2002).
Національний склад станом на 2002 рік:
- удмурти — 98 %

## Відомі люди
У присілку народився Решетников Мирон Лаврентійович — третій голова ЦВК Удмуртської АРСР.

## Урбаноніми[3]
- вулиці — Глезденєва, Комсомольська, Лучна, Мельнична, Нова, Річкова, Садова, Труда